# Atglistatina
L'Atglistatina és un inhibidor enzimàtic encarregat de la regulació de la lipasa adiposa de triglicèrids (ATGL), que és la principal lipasa responsable d'iniciar la descomposició dels triglicèrids en diglicèrids. Posteriorment, la lipasa sensitiva a les hormones i la lipasa de monoglicèrids degraden encara més els diglicèrids en glicerol i àcids grassos, fomentant així la síntesi de metabòlits lipotòxics vinculats a l'aparició de resistència a la insulina. Actuant com l'inhibidor enzimàtic limitador de la quantitat de l'ATGL, l'Atglistatina té una gran responsabilitat en el control de l'alliberament d'àcids grassos de l'emmagatzematge dels triglicèrids cel·lulars.
L'inhibidor no té una activitat explícita contra la lipasa de monoglicèrids, la lipasa sensitiva a les hormones', la lipasa pancreàtica o la lipasa lipoproteica (PNPLA6 i PNPLA7). La inhibició de l'ATGL realitzada per l'Atglistatina ha demostrat una disminució de la mobilització d'àcids grassos tant in vitro com in vivo.

### Lipasa adiposa de triglicèrids
També coneguda com a proteïna 2 i ATGL (continguda dins el patatin-like phospholipase domain), aquest enzim està codificat pel gen PNPLA2, i regulat per l'Atglistatina (el seu inhibidor). L'ATGL juga un paper fonamental en el primer pas limitant de la lipòlisi, on hidrolitza els triacilglicèrids emmagatzemats en les anomenades gotes lipídiques o lipid droplets (LD) en diglicèrids, focalitzant-se en l'àcid gras lligat al carboni-3 del glicerol. Servint com a regulador significatiu del metabolisme energètic global i els nivells de lípids plasmàtics, aquest procés està present tant en teixits adiposos com no adiposos.
La insulina, una hormona produïda per cèl·lules beta dels illots pancreàtics i codificada pel gen d'insulina, regula l'ATGL. En una relació inversament proporcional, a mesura que els nivells d'insulina disminueixen, els nivells d'ATGL augmenten. Aquesta lipasa és també un enzim clau per mantenir un equilibri entre la mobilització i l'emmagatzematge de lípids, influint en funcions reguladores com la mort cel·lular, el creixement, el metabolisme, l'expressió gènica i altres.

## Estructura de la molècula

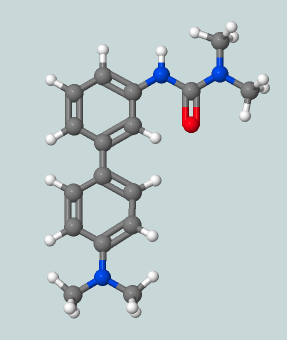
Estructura 3D de la molècula d'Atglistatina. Es poden observar els àtoms de nitrogen (blau) i oxigen (vermell).

Aquesta molècula orgànica està composta per 17 àtoms de carboni, 21 àtoms d'hidrogen, 3 àtoms de nitrogen i 1 àtom d'oxigen.
Està formada per un grup amino (un àtom de nitrogen unit a dos àtoms d'hidrogen) unit a dos grups fenils (un grup funcional hexagonal i cíclic, compost per 6 àtoms de carboni i 5 àtoms d'hidrogen), també anomenats anells aromàtics, units a un altre grup amino que està unit a un grup amido (un àtom de carboni unit amb un doble enllaç a un oxigen, units a un grup amino).

### Característiques bàsiques[6]
| Pes molecular | Solubilitat | Aspecte                  | Color      | IC50   |
| 283,37 g/mol  | 20 mg/ml    | Partícules pulverulentes | blanc-beix | 0,7 μM |

## Mecanisme d'inhibició i regulació de la lipasa
El centre catalític de l'ATGL consisteix en una Serina-47 i un Aspartat-166 situats a la meitat N-terminal. A l'altre extrem de la proteïna, on trobem el carboni terminal, hi conté un lloc d'unió de LD. Així doncs, les mutacions relacionades amb la falta del carboni terminal esmentat poden causar alteracions fisiològiques molt greus.
En humans, l'ATGL s'activa gràcies a la unió de la identificació de gen comparativa 58 (CGI-58), que indueix al funcionament de la lipasa. La inhibició natural es produeix pel G0/G1 gen de canvi 2 (G0S2) que impedeix la unió enzim-substrat. A més, s'ha vist que el gen inductor de la hipòxia 2 (HILPDA) s'uneix al domini N-terminal de la proteïna per tal d'inactivar-la.
Actualment, s'estan realitzant estudis amb la finalitat de trobar un fàrmac capaç d'inhibir aquesta lipasa. Un dels inhibidors objectes d'estudi és l'Atglistatina, que podria ser útil pel tractament i la prevenció de diferents trastorns com la caquèxia, l'arterioesclerosi, la diabetis tipus II i altres afectacions relacionades gràcies al seu poder inhibidor de l'ATGL.
La Universitat Tècnica de Graz i la Universitat de Graz han fet estudis sobre la cinètica d'aquest enzim per descobrir-ne el mecanisme d'acció, i s'ha descobert que es tracta d'un inhibidor competitiu amb una IC50 de 0,7 μM, que en concentracions inferiors no té toxicitat. L'Atglistatina provoca un augment dels valors de la Km i no modifica la Vmàx (segons cinètica de Michaelis-Menten), tal com es mostra en la figura C d'aquest article.

## Aplicacions de l'Atglistatina en estudis recents
A través de la investigació, la ciència ha fet possible continuar amb la recerca i ampliar el coneixement sobre la importància biològica que té aquest inhibidor enzimàtic.

### L'Atglistatina i el càncer
El metabolisme lipídic juga un gran paper en el funcionament del càncer. Les cèl·lules canceroses utilitzen les LD amb la finalitat de garantir l'obtenció d'energia i mantenir una homeòstasi de les reaccions d'oxidació i de reducció, a més de la regulació de l'autofàgia, la síntesi de membrana i el control de la composició de la cèl·lula.

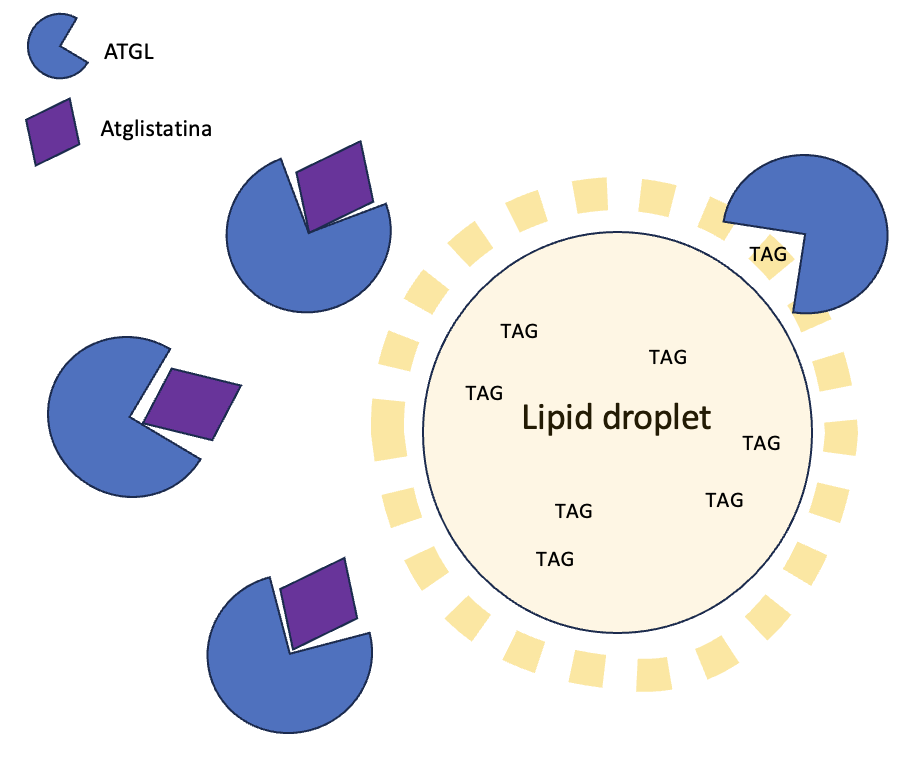
La inhibició de l'ATGL per part de l'Atglistatina evita el catabolisme dels TAG que formen la gota lipídica o lipid droplet (LD).

La disponibilitat d'oxigen en les cèl·lules al voltant del teixit tumoral disminueix a mesura que també augmenta la distància cel·lular-vascular, és a dir, cada cop el teixit es troba a més distància d'una font d'oxigen. Això significa que la cèl·lula cancerosa entra en un estat d'hipòxia que causa un augment de la glicòlisi, donant lloc a l'efecte Warburg. Aquest estat indueix a la cèl·lula cancerosa a una reprogramació del metabolisme dels lípids.
S'ha observat que en diferents càncers humans el gen interruptor G0/G1 (G0S2) està metilat i silenciat. Aquest gen codifica una proteïna inhibidora del catabolisme lipídic, ja que s'uneix a l'ATGL (enzim limitant en la velocitat del metabolisme dels lípids). També, hi ha estudis que demostren que l'expressió d'aquest gen (G0S2) promou la mort cel·lular i inhibeix el creixement de les cèl·lules canceroses.

### L'Atglistatina i l’energia en homeòstasi
L’Atglistatina té una significant importància respecte als àcids grassos i la mobilització dels teixits no adiposos. En humans, les mutacions poden causar la pèrdua de funció de l’Atglistatina o de la seva proteïna activadora CGI-58 i així provocant una acumulació excessiva de lípids en múltiples teixits. Això, dona lloc a la malaltia per emmagatzematge de lípids neutres (NLSD).

### L'Atglistatina i la caquèxia
Hi ha una altra síndrome relacionada amb la concentració d’aquest enzim: la caquèxia. En aquest cas, una deficiència d’ATGL o la seva inhibició podria evitar que els pacients pateixin aquesta malaltia, ja que podria frenar aquest descontrol respecte a la pèrdua de pes corporal i millorar la qualitat de vida dels malalts.